# Donji Hrastovac
Donji Hrastovac je naselje u sastavu općine Sunja u Sisačko-moslavačkoj županiji. 

## Znamenitosti
Donji Hrastovac je poznato poljoprivredno naselje, a poznato je i po lovnome turizmu.
Prije Domovinskog rata Donji Hrastovac je imao školu s 4 razreda tj. od prvog do četvrtog. Škola se zvala Područna škola Donji Hrastovac, a pripadala je pod Oš Sunja.

## Demografija
| broj stanovnika | 574   | 618   | 596   | 738   | 772   | 831   | 826   | 868   | 608   | 636   | 606   | 541   | 489   | 440   | 240   | 217   | 143   |
|                 | 1857. | 1869. | 1880. | 1890. | 1900. | 1910. | 1921. | 1931. | 1948. | 1953. | 1961. | 1971. | 1981. | 1991. | 2001. | 2011. | 2021. |

Fusnota: Donji Hrastovac u 1857. iskazano pod imenom Gornji Hrastovac, a 1869. pod imenom Hrastovac. 

## Sport
Ranije je postojao nogometni klub ONK Proleter Donji Hrastovac